# 松井三郎
松井 三郎（まつい さぶろう、1946年〈昭和21年〉10月6日 - ）は、日本の政治家。
静岡県小笠郡大須賀町助役、静岡県庁生活文化部ワールドカップ推進室室長、静岡県庁総務部防災計画室室長、社団法人静岡県建設産業団体連合会専務理事、静岡県議会議員（2期）、掛川市長（3期）などを歴任した。

## 来歴

### 生い立ち
1946年10月6日、静岡県小笠郡掛川町（のちの掛川市）にて生まれた。掛川市立第一小学校、掛川市立東中学校を経て、静岡県立掛川西高等学校に進学した。高等学校卒業後は、上京して早稲田大学に進学し、政治経済学部の政治学科にて学んだ。
大学卒業後は、静岡県庁に入庁した。企画調整部の秘書課にて調整主幹を務めたのち、環境文化部の環境企画課にて企画調整主幹を務めた。その後、静岡県小笠郡大須賀町（のちの掛川市）に出向することとなった。大須賀町においては助役に就任するとともに、大須賀町農業委員会の会長なども務めた。静岡県庁に戻ってからは、生活文化部の国体準備室にて参事を務めたのち、ワールドカップ推進室の室長を経て、総務部の防災計画室にて室長を務めた。
2001年3月、静岡県庁を退職した。その後は、土木建設業者などによって構成される静岡県建設産業団体連合会の専務に就任した。なお、静岡県建設産業団体連合会は「建設産業の社会的・経済的地位の向上を図ること」を目的とする社団法人（のちに一般社団法人に移行）である。そのほか、掛川アーバンルネサンス研究会においては、その代表幹事を務めた。

### 政治家として
2003年4月、静岡県議会議員選挙に掛川市選挙区から立候補し、初当選を果たした。2007年4月には、2期目の当選を果たした。その後、静岡県議会議員を辞職し、2009年4月に掛川市長選挙に立候補し、現職の戸塚進也を破り、初当選を果たした。以降、2021年4月の市長選挙に立候補せず退任するまで3期務めた。

## 政策・主張

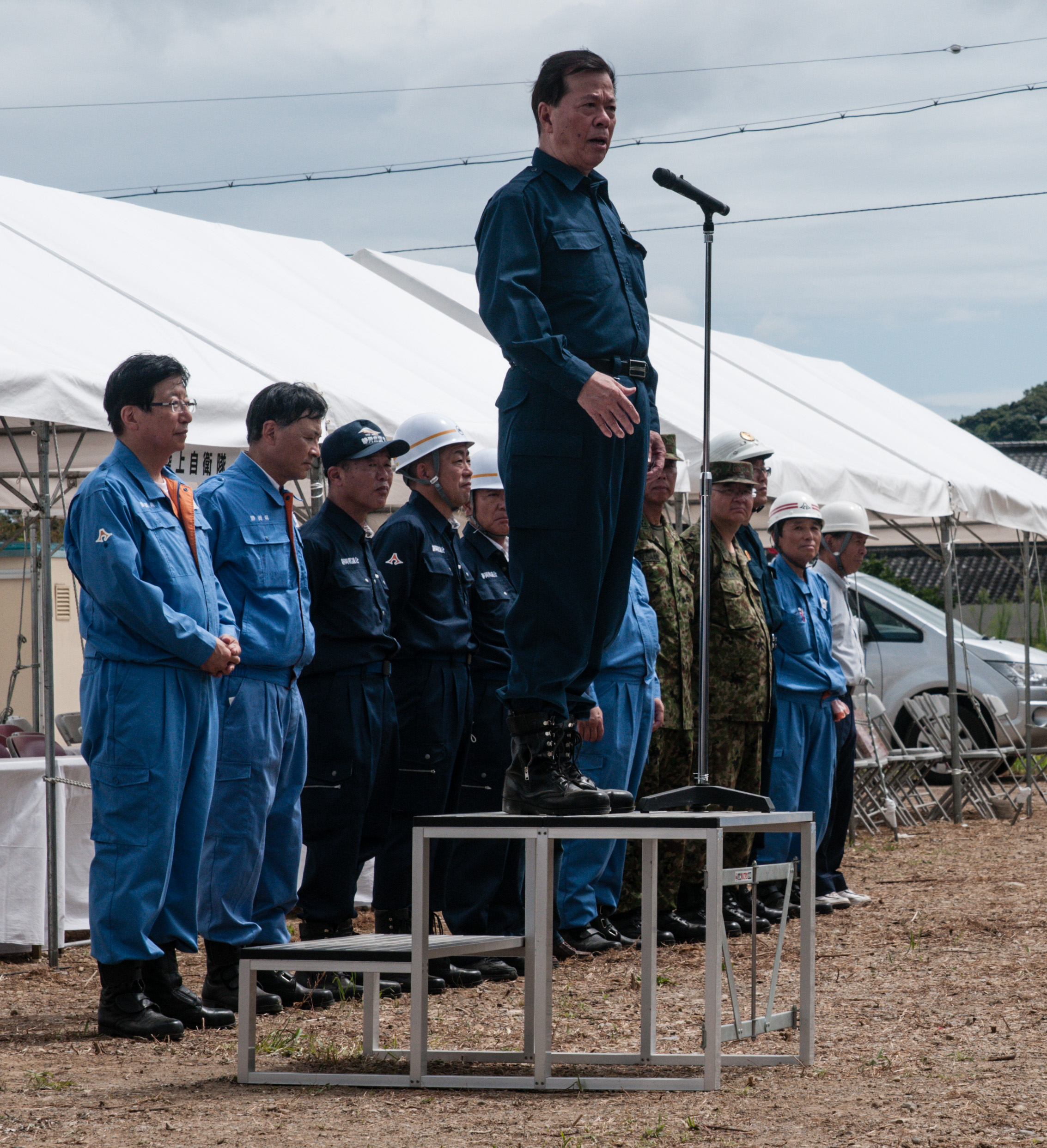
2016年9月4日、「静岡県・掛川市総合防災訓練」にて静岡県知事川勝平太（後列左端）らと

### 協働のまちづくり
グローバル化、多様化する社会を背景に、行政だけによるまちづくりではなく市民・地域・市民活動団体・企業など多様な主体による「協働のまちづくり」を理念に市政運営に取り組む。

### 経済・産業
土木建設業界
静岡県職員を経て、土建業者のための業界団体である静岡県建設産業団体連合会専務となるなど、土木建設業界のための政策に明るい。
ヤマハリゾートつま恋
2016年9月2日、ヤマハリゾートが、掛川市内で運営する「つま恋」について年内での営業終了を発表した。全国的に知名度のあるリゾート施設であり掛川市に大きな衝撃を与えたが、松井が営業終了の情報を把握したのが発表のわずか2日前だったことや、営業終了発表後の9月7日にヤマハの経営陣との会談を模索したいと表明した。
駅前の再開発
掛川市駅前を再開発する「東街区第一種市街地再開発事業」を推進しており、マンション、広場、商業施設「ウィタス138」、駐車場などを一体として開発し、2016年に全ての工事が完了した。同年9月2日の式典にて、松井は「地方創生のモデルとなる事業だ」「掛川市の中心市街地に元気を呼び戻したい」と表明した。ウィタス138は、地権者らが設立した企業「弥栄かけがわ」が約4億円をかけて開業した商業施設であり、経済産業省から約2億4000万円の補助金が投じられた。
2017年、弥栄かけがわの経営難が報じられると、松井は「経営努力を続けており今年に入って売り上げが伸びている」と反論した。記者会見において、松井は「民間会社なので詳細は示せない」としながらも、売上は対前年同月比で2017年1月は12.0パーセント増、同年2月は12.5パーセント増、同年3月は20.1パーセント増だと説明した。しかし、毎月の売上が目標のおよそ7割にとどまっていることが、静岡新聞社の調査により明らかになっている。また、弥栄かけがわは掛川市土地開発公社を通じて市有地を借りているが、その借地料の支払い猶予を求めていることが明らかになった。
この事態を受け、松井はウィタス138の集客力の向上を図る施策を講じるとともに、新たな補助金制度を新設して弥栄かけがわを救済することを検討するとの考えを示した。しかし、公費を投じて特定の民間会社の救済を図ろうとする構想は、内外で物議を醸した。松井は「民間事業者ではあるが、国の補助金が入り中心市街地活性化を担う施設。市や関係機関の連携で支援する必要がある」と主張したが、一方で「現状で取引や諸経費の支払いに問題はなく、経営改善で十分立て直せる」とも主張している。しかし、掛川市役所が2017年に実施した市民意識調査では「中心市街地の活性化と公共交通網の充実」に不満を感じるとする回答が6割近くに達し、同年9月に掛川市議会の定例会でも取り上げられた。
掛川茶ブランド
市長選挙においては、公約として「環境保全型農業の振興と掛川茶ブランドの定着化を図り、世界にPRする政策を進めます」と発表。その後、2013年に国連食糧農業機関は、掛川市東部を中心とするお茶栽培の独自の伝統農法を、世界の農業遺産「静岡の茶草場農法」に認定している。また、掛川市は、全国茶品評会の深蒸し煎茶の部において、産地賞を20回以上受賞している。

### 文化・教育
教育日本一
2017年の掛川市長選挙においては「教育日本一」の実現を掲げていた。しかし、市長当選後は掛川市内から教育機関の廃止、撤退が相次いでいる。
2018年4月20日の掛川市議会の全員協議会において、松井は旧大東町の誘致した東京女子医科大学看護学部が撤退すると明らかにした。東京女子医科大学は旧大東町出身の吉岡彌生が創設し、1998年に看護学部新設に伴い大東キャンパスが設置され1年次の学生が学んでいた。しかし2020年度より看護学部の教育は東京都新宿区の河田町キャンパスに一本化されるため、それ以降は地域医療実習の拠点などとして大東キャンパスを使用することが検討されているという。全員協議会にて松井は「大学との連携をさらに強めて健康や医療に関する取り組みを深め、地域づくりに協力してもらうように期待している」と表明した。
また、旧大須賀町の静岡県立横須賀高等学校は御前崎市の静岡県立池新田高等学校と統合されることが決定された。池新田高等学校は1919年に設置された笠南農業補習学校を起源とし100年近い伝統を有しており、横須賀高等学校は池新田高等学校の横須賀分校として1948年に設置されたという経緯がある。横須賀高等学校は少子化による生徒数の減少により、1学年4学級以下になることが見込まれていた。松井は「ともに長い歴史があり地域に不可欠の学校」と、一貫して統合反対を主張していたが、2018年3月8日に開催された静岡県教育委員会の定例会にて両校の統合が全会一致で決定した。松井は「地元の強い思いが届かなかったのは大変残念。真に魅力ある学校として存続するよう引き続き県教委に強く要望する」と述べたが、御前崎市の市長である柳沢重夫からは「教育環境を保つ学級数などを考えれば改編はやむを得ない」との指摘が挙がった。この統合案は松井退任後の2022年10月18日、池上重弘県教育長によって白紙撤回が表明され、2024年3月25日に行われた「小笠地区の県立高の在り方を検討する地域協議会」の最終会合においても撤回されることが確認された。
公立幼稚園の廃止
教育機関の民営化を推進している。掛川市長に就任後、市内の公立幼稚園が次々に廃園となっているが、その代替として私立認定こども園を設置している。

## 略歴
- 1946年 - 静岡県小笠郡掛川町にて誕生
- 2001年 - 静岡県庁退職
- 2001年 - 静岡県建設産業団体連合会専務
- 2003年 - 静岡県議会議員選挙当選（1期目）
- 2007年 - 静岡県議会議員選挙当選（2期目）
- 2009年 - 掛川市長選挙当選（1期目）
- 2013年 - 掛川市長選挙当選（2期目）
- 2017年 - 掛川市長選挙当選（3期目）
- 2021年 - 掛川市長退任